# جایزه بزرگ برزیل ۱۹۷۸
جایزه بزرگ برزیل ۱۹۷۸ (انگلیسی: ‎1978 Brazilian Grand Prix‎) یک مسابقهٔ موتوری در رشتهٔ اتومبیل‌رانی فرمول یک بود که در تاریخ ۲۹ ژانویهٔ ۱۹۷۸ در ژاکارپاگوا واقع در ریو دو ژانیرو، برزیل برگزار شد. این گراند پری در میان ۱۶ گراند پری در فصل ۱۹۷۸، مسابقهٔ شمارهٔ ۲ بود.
در این مسابقه که در ۶۳ دور و به مسافت ۳۱۶٫۹۵۳ کیلومتر (۱۹۶٫۹۴۵ مایل) برگزار شد، پول پوزیشن توسط رونی پیترسن کسب شد و سریع‌ترین زمان برای طی یک دور پیست که برابر با ۱:۴۳٫۰۷ بود نیز توسط کارلوس روتمان به ثبت رسید.
کارلوس روتمان از تیم فراری، امرسون فیتیپالدی از تیم فیتیپالدی-فورد و نیکی لائودا از تیم برابام-آلفا رومئو به‌ترتیب مقام‌های اول تا سوم مسابقه را کسب کردند.

## رده‌بندی قهرمانی پس از مسابقه
| جایگاه | راننده           | امتیاز |
| ------ | ---------------- | ------ |
| ۱      | ماریو اندرتی     | ۱۲     |
| ۲      | نیکی لائودا      | ۱۰     |
| ۳      | کارلوس روتمان    | ۹      |
| ۴      | امرسون فیتیپالدی | ۶      |
| ۵      | پاتریک دیپلر     | ۴      |
| منبع:  |                  |        |

| جایگاه | سازنده            | امتیاز |
| ------ | ----------------- | ------ |
| ۱      | لوتوس-فورد        | ۱۲     |
| ۲      | برابام-آلفا رومئو | ۱۰     |
| ۳      | فراری             | ۹      |
| ۴      | فیتیپالدی-فورد    | ۶      |
| ۵      | تایرل-فورد        | ۵      |
| منبع:  |                   |        |

یادداشت
- تنها پنج جایگاه نخست از هر رده‌بندی نمایش داده شده است.